# Theodor Geib
Theodor Geib né le 15 septembre 1885 à Landau in der Pfalz et décédé le 26 novembre 1944, est un général allemand en Albanie pendant la Seconde Guerre mondiale.
Plutôt que de nommer un gouverneur militaire pour superviser l'Albanie, l' Allemagne nomma Geib comme « général allemand en Albanie » (DGA) avec le devoir officiel « de représenter les intérêts de la Wehrmacht » auprès du  gouvernement albanais.